# Echyra decorsei
Echyra decorsei är en skalbaggsart som beskrevs av Marc Lacroix 1997. Echyra decorsei ingår i släktet Echyra och familjen Melolonthidae. Inga underarter finns listade i Catalogue of Life.